# Branson, Missouri
Branson är en stad (city) grundad 1912 i Taney County i delstaten Missouri, USA. Den namngavs efter Reuben Branson, som var postmästare och drev postkontor och lanthandel (general store) i området under 1880-talet. Branson ligger i Ozarkbergen och är en turistort som lockar många besökare med sitt stora utbud av musikunderhållning.

### Fotnoter
1. ↑  ”The Branson Story”. Arkiverad från originalet den 13 december 2010. https://web.archive.org/web/20101213205544/http://thelibrary.springfield.missouri.org/lochist/periodicals/wrv/v1/n2/W61b.htm. Läst 30 augusti 2010.